# San Guillermo, Hidalgo
San Guillermo är en ort i Mexiko.   Den ligger i kommunen Huehuetla och delstaten Hidalgo, i den sydöstra delen av landet, 160 km nordost om huvudstaden Mexico City. San Guillermo ligger 810 meter över havet och antalet invånare är 458.
Terrängen runt San Guillermo är kuperad åt nordost, men åt sydväst är den bergig. Runt San Guillermo är det ganska tätbefolkat, med 192 invånare per kvadratkilometer. Närmaste större samhälle är Huehuetla, 1,8 km norr om San Guillermo. Omgivningarna runt San Guillermo är en mosaik av jordbruksmark och naturlig växtlighet.